# Brorsen (planetka)
(3979) Brorsen je planetka s průměrem 61 km, kterou objevil Antonín Mrkos 8. listopadu 1983. 
Nazvána byla podle dánského hvězdáře Theodora Brorsena, který působil na hvězdárně v Žamberku.